# سك مربع
سُكّ مربع أو حائك ذو أربع أصابع (الاسم العلمي Araneus quadratus)، نوع عناكب من جنس السك ويتبع فصيلة العنكبوت الغازل المداري. أعطانه أوروبا وآسيا. ويبلغ طول الإناث 17 ملم والذكور 8,5 ملم.